# Siergiej Zinowjew
Siergiej Olegowicz Zinowjew (ros. Сергей Олегович Зиновьев; ur. 4 marca 1980 w Nowokuźniecku) – rosyjski hokeista, reprezentant Rosji, olimpijczyk, działacz hokejowy.

## Kariera
- Mietałłurg 2 Nowokuźnieck (1995-1999)
- Mietałłurg Nowokuźnieck (1997-2000)
- Łokomotiw Jarosław (2000)
- Saławat Jułajew Ufa (2001)
- Spartak Moskwa (2001-2002)
- Ak Bars Kazań (2002-2003)
- Boston Bruins (2003)
  -  Providence Bruins (2003)
- Ak Bars Kazań (2003-2008)
- Dinamo Moskwa (2008-2009)
- Saławat Jułajew Ufa (2009-2014)
- HK Soczi (2014)

Grę w hokeja rozpoczynał w klubie Szachtiar z rodzinnego Prokopjewska. Potem rozwijał karierę w Mietałłurgu Nowokuźnieck. W NHL rozegrał 10 meczów w barwach Boston Bruins (przez który był wybrany w drafcie w 2000 roku). Od 2009 zawodnik klubu Saławat Jułajew Ufa, związany pięcioletnim kontraktem, który w kwietniu 2014 nie został przedłużony. Od lipca do sierpnia 2014 był zawodnikiem HK Soczi w okresie przygotowawczym do sezonu. W połowie 2015 zakończył karierę zawodniczą.
Uczestniczył w turniejach mistrzostw świata juniorów do lat 20 edycji 2000, seniorskich mistrzostw świata w 2003, 2005, 2007, 2008, 2009, 2011 oraz zimowych igrzysk olimpijskich 2010.
W lipcu 2016 został menedżerem generalnym w macierzystym klubie Mietałłurg Nowokuźnieck. Stanowisko opuścił na początku września 2017.

## Sukcesy

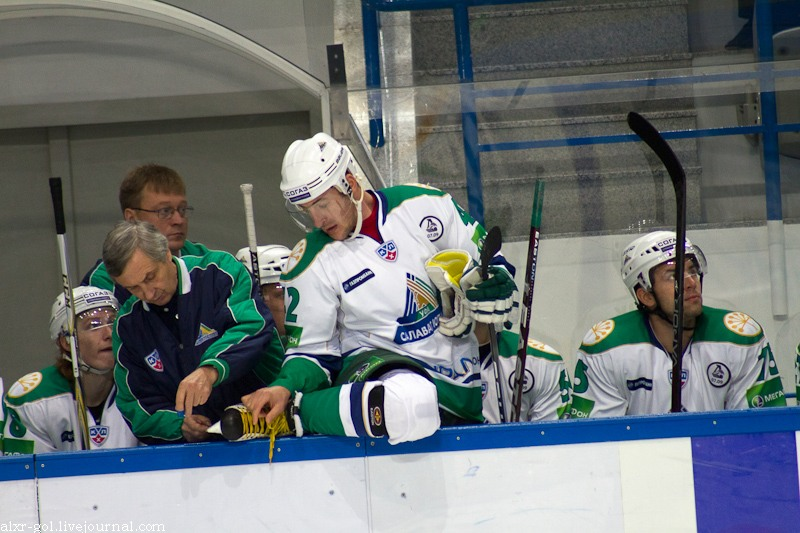
Siergiej Zinowjew (w środku) podczas meczu Saławatu z Amurem w Chabarowsku 23 września 2011

Reprezentacyjne
- Srebrny medal mistrzostw świata juniorów do lat 20: 2000
- Brązowy medal mistrzostw świata: 2005, 2007
- Złoty medal mistrzostw świata: 2008, 2009

Klubowe
- Złoty medal mistrzostw Rosji: 2006 z Ak Barsem Kazań, 2011 z Saławatem Jułajew Ufa
- Puchar Mistrzów: 2007 z Ak Barsem Kazań
- Puchar Kontynentalny: 2008 z Ak Barsem Kazań
- Puchar Spenglera: 2008 z Dinamem Moskwa
- Puchar Gagarina: 2011 z Saławatem Jułajew Ufa
- Srebrny medal mistrzostw Rosji: 2014 z Saławatem Jułajew Ufa

Indywidualne
- Superliga rosyjska w hokeju na lodzie (2005/2006):
  - Nagroda Najlepsza Trójka dla tercetu najskuteczniejszych strzelców ligi (oraz Aleksiej Morozow i Danis Zaripow) - łącznie 48 goli
- Superliga rosyjska w hokeju na lodzie (2006/2007):
  - Nagroda Najlepsza Trójka dla tercetu najskuteczniejszych strzelców ligi (oraz Aleksiej Morozow i Danis Zaripow) - łącznie 73 gole
  - Złoty Kask (przyznawany sześciu zawodnikom wybranym do składu gwiazd sezonu)
- Puchar Mistrzów IIHF 2007:
  - Trzecie miejsce w klasyfikacji strzelców turnieju: 4 gole
  - Pierwsze miejsce w klasyfikacji +/- turnieju: +7
  - Skład gwiazd turnieju
- Mistrzostwa Świata w Hokeju na Lodzie 2007/Elita:
  - Pierwsze miejsce w klasyfikacji asystentów turnieju: 10 asyst
  - Pierwsze miejsce w klasyfikacji +/- turnieju: +10
  - Trzecie miejsce w klasyfikacji kanadyjskiej turnieju: 13 punktów
- Puchar Kontynentalny 2007/2008
  - Najskuteczniejszy zawodnik turnieju finałowego: 5 punktów (1 gol i 4 asysty)

Wyróżnienie
- Zasłużony Mistrz Sportu Rosji w hokeju na lodzie: 2009

Odznaczenie
- Medal Orderu „Za zasługi dla Ojczyzny” II stopnia: 2009[11]